# Microhodotermes
Microhodotermes es un género de termitas  perteneciente a la familia Hodotermitidae que tiene las siguientes especies:

## Especies
- Microhodotermes maroccanus
- Microhodotermes viator
- Microhodotermes wasmanni